# São Petrônio (Michelangelo)
São Petrônio é uma escultura de Michelangelo Buonarroti, esculpida entre 1494 e 1495 e à exposição na Basílica de São Domingo em Bolonha.

## Descrição e características
A obra, mostra São Petrônio, bispo e padroeiro de Bolonha, foi esculpida a partir de uma parte já esboçada de mármore por Niccolò dell'Arca. A figura sustenta com ambas mãos a representação da própria cidade, dentre a qual se pode visualizar facilmente a Torre Garisenda e a Torre Asinelli.
A roupagem, composta por ondulações contínuas e alternadas com áreas de luzes e manchas cinzentas, revela a influência de Jacopo della Quercia combinado com a pintura ferrarista.

## As três esculturas de Michelangelo na Arca de São Domingo
Michelangelo viveu e trabalhou em Bolonha, com o pseudônimo de Francesco Aldrovandi, do outono de 1494 ao final do ano de 1492, realizando a Arca de São Domingo com os três seguintes mármores:
- Anjo
- São Petrônio
- São Proclo